# كولن موران
كولن موران (بالإنجليزية: Colin Moran)‏ هو لاعب كرة قاعدة أمريكي، ولد في 1 أكتوبر 1992 في بورت تشيستير في الولايات المتحدة.

## وصلات خارجية
- كولن موران على موقع دوري كرة القاعدة الرئيسي (الإنجليزية)
- كولن موران على موقعبيزبول رفرنس.كوم (الدوري الرئيسي) (الإنجليزية)
- كولن موران على موقعبيزبول رفرنس.كوم (الدوري الثانوي) (الإنجليزية)
- كولن موران على موقع إي إس بي إن.كوم (أم.أل.بي) (الإنجليزية)
- كولن موران على موقع مشجعي الرسوم البيانية (الإنجليزية)